# Nordische Skiweltmeisterschaften 1927/Nordische Kombination Männer
Bei den Nordischen Skiweltmeisterschaften 1927 im Cortina d’Ampezzo in Italien wurde ein Wettbewerb in der Nordischen Kombination ausgetragen.

## Wettbewerbsverlauf
Der Kombinationslanglauf wurde im Rahmen des 18-km-Speziallanglaufs ausgetragen. Nach dem ersten Teilwettbewerb führte der Deutsche Viktor Schneider vor seinem Landsmann Gustl Müller. Als Favorit auf den Gesamtsieg galt nach dem Skilanglauf der Tscheche Otakar Německý, der bereits 1925 in Johannesbad siegreich geblieben war. Gute Chancen hatten noch der Pole Bronisław Czech und die beiden Deutschböhmen Rudolf Burkert und Franz Wende.
Der Kombinationssprunglauf fand am Vormittag des Abschlusstages bei trübem Wetter und mit stark verkürztem Anlauf auf der Franchetti-Schanze statt. Die erzielten Weiten waren im Allgemeinen rund zehn Meter kürzer als beim nachmittäglichen Spezialsprunglauf. Die weitesten gestandenen Sprünge zeigten Vitale Venzi und Rudolf Burkert mit je 44,0 m im zweiten Durchgang. Den Sieg im Kombinationsspringen holte sich der Deutschböhme Willi Dick vor seinem Landsmann Rudolf Burkert und dem Italiener Venzi.
Die Gesamtwertung der Nordischen Kombination gewann der Polauner Rudolf Burkert. Das starke Abschneiden der Tschechoslowaken, zu denen auch die deutschböhmischen Sportler zählten, zeigte sich mit dem zweiten Rang für den Titelverteidiger Otakar Německý und dem dritten Platz für Franz Wende.

## Legende
Kurze Übersicht zur Bedeutung der Symbolik – so üblicherweise auch in sonstigen Veröffentlichungen verwendet:
| DNF    | Wettkampf nicht beendet (did not finish)                                                       |
| DNS    | nicht am Start (did not start)                                                                 |
| DSV    | Deutscher Skiverband                                                                           |
| ÖSV    | Österreichischer Skiverband                                                                    |
| HDW    | Hauptverband Deutscher Wintersportvereine der Tschechoslowakischen Republik                    |
| SL RČS | Verband der Skifahrer der Tschechoslowakischen Republik (Svaz lyžařů Republiky československé) |

## Nordische Kombination K-50/18 km
Datum: Samstag, 5. Februar (Skilanglauf) und Sonntag, 6. Februar 1927 (Sprunglauf)
Ort: Cortina d’Ampezzo, Franchetti-Schanze (K-50)
35 Teilnehmer aus 14 Ländern, davon 28 in der Wertung
| Rang | Athlet                | Land                    | Gesamt- note | Zeit 18 km  | Punkte 18 km | Rang 18 km | Weite 1 | Weite 2 | Punkte Springen | Rang Springen |
| ---- | --------------------- | ----------------------- | ------------ | ----------- | ------------ | ---------- | ------- | ------- | --------------- | ------------- |
| 1    | Rudolf Burkert        | Tschechoslowakei HDW    | 17,947       | 1:35:04,0 h | 17,875       | 6          | 40,5 m  | 44,0 m  | 18,020          | 2             |
| 2    | Otakar Německý        | Tschechoslowakei SL RČS | 17,645       | 1:31:21,0 h | ?            | 3          | ?       | ?       | ?               | ?             |
| 3    | Franz Wende           | Tschechoslowakei HDW    | 17,489       | 1:35:07,0 h | 17,875       | 7          | 39,0 m  | 42,5 m  | 17,103          | 6             |
| 4    | Adolf Rubi            | Schweiz                 | 16,687       | 1:35:29,0 h | ?            | 8          | 36,0 m  | 39,0 m  | 15,628          | 10            |
| 5    | Hugo Hörtnagl         | Deutsches Reich ÖSV     | 16,583       | 1:33:53,0 h | 18,600       | 5          | 32,0 m  | 33,0 m  | 14,666          | 16            |
| 6    | Bronisław Czech       | Polen                   | 16,343       | 1:33:31,0 h | ?            | 4          | 34,0 m  | 31,5 m  | 17,270          | 5             |
| 7    | Josef Adolf           | Tschechoslowakei HDW    | 15,926       | 1:35:41,0 h | ?            | 9          | ?       | ?       | ?               | ?             |
| 8    | Vitale Venzi          | Königreich Italien      | 15,758       | ?           | ?            | 14         | 43,0 m  | 44,0 m  | 17,750          | 3             |
| 9    | Andrzej Krzeptowski   | Polen                   | 15,666       | 1:38:59,0 h | ?            | 12         | ?       | ?       | ?               | ?             |
| 10   | Wilhelm Dick          | Tschechoslowakei HDW    | 15,614       | ?           | 12,750       | ?          | 42,0 m  | 43,5 m  | 18,478          | 1             |
| 11   | Gustav Müller         | Deutsches Reich DSV     | 15,500       | 1:31:00,0 h | ?            | 2          | ?       | ?       | ?               | ?             |
| 12   | Bertil Carlsson       | Schweden                | 15,437       | 1:44:07,0 h | 13,375       | ?          | 41,0 m  | 38,0 m  | 17,500          | 4             |
| 13   | Tore Edman            | Schweden                | 15,333       | 1:37:09,0 h | ?            | 10         | ?       | ?       | ?               | ?             |
| 14   | Sepp Schmid           | Schweiz                 | 15,312       | ?           | 14,375       | ?          | 33,0 m  | 39,0 m  | 16,250          | 8             |
| 15   | Josef Bím             | Tschechoslowakei SL RČS | 15,259       | ?           | ?            | 13         | ?       | ?       | ?               | ?             |
| 16   | Gérard Vuilleumier    | Schweiz                 | 14,947       | ?           | 13,375       | ?          | 37,0 m  | 39,5 m  | 16,520          | 7             |
| 17   | Rudolf Neyer          | Deutsches Reich ÖSV     | 14,916       | ?           | 14,250       | ?          | 36,0 m  | 35,5 m  | 15,583          | 11            |
| 18   | Luigi Faure           | Königreich Italien      | 14,875       | ?           | ?            | ?          | ?       | ?       | ?               | ?             |
| 19   | Viktor Schneider      | Deutsches Reich DSV     | 14,719       | 1:30:47,0 h | 20,000       | 1          | ?       | ?       | 9,438           | ?             |
| 20   | Erich Recknagel       | Deutsches Reich DSV     | 14,697       | ?           | 13,625       | ?          | 37,0 m  | 38,5 m  | 15,770          | 9             |
| 21   | Josef Tryzna          | Tschechoslowakei SL RČS | 14,571       | ?           | ?            | ?          | ?       | ?       | ?               | ?             |
| 22   | Pio Imboden           | Königreich Italien      | 14,208       | ?           | ?            | 11         | ?       | ?       | ?               | ?             |
| 23   | Domenico Patterlini   | Königreich Italien      | 13,833       | ?           | ?            | ?          | ?       | ?       | ?               | ?             |
| 24   | Aleksander Rozmus     | Polen                   | 13,416       | ?           | ?            | ?          | ?       | ?       | ?               | ?             |
| 25   | Władysław Żytkowicz   | Polen                   | 13,250       | ?           | ?            | ?          | ?       | ?       | ?               | ?             |
| 26   | Hans Rattay           | Österreich AÖSV         | 12,118       | ?           | 9,250        | ?          | 34,0 m  | 35,5 m  | 14,987          | 15            |
| 27   | André Vandelle        | Frankreich              | 10,104       | ?           | ?            | ?          | ?       | ?       | ?               | ?             |
| 28   | Engelbert Geyschläger | Österreich AÖSV         | 8,540        | ?           | ?            | ?          | ?       | ?       | ?               | ?             |
| DNF  | ?                     |                         | -            | -           | -            | -          | -       | -       | -               | -             |
| DNS  | ?                     |                         | -            | -           | -            | -          | -       | -       | -               | -             |